# Castelli Cycling
Castelli è un marchio italiano di abbigliamento e accessori sportivi con sede a Fonzaso in Veneto. Castelli è un'azienda specializzata nell'abbigliamento da ciclismo e triathlon. I prodotti del marchio Castelli sono caratterizzati da un logo rappresentante uno scorpione bianco all'interno di un cerchio rosso.

## Storia

### Fondazione della Bottega di Gianni Vittore
Nel 1876 Gianni Vittore aprì una bottega a Milano dove confezionava a mano vestiti per uomini d’affari, per il corpo di ballo milanese e per le squadre di calcio come il Milan, la Juventus ecc. Alfredo Binda, vincitore del Giro d’Italia più volte, era un suo fedele cliente.
Nel 1935 Armando Castelli si unì allo staff di Gianni, nello stesso anno decise di comprare l’azienda in cui lavorava e di mantenere anche la clientela di Gianni Vittore, inclusi Gino Bartali e Fausto Coppi.

### Fondazione di Castelli
Castelli espanse la produzione fornendo varie squadre e negli anni successivi anche le grandi stelle del ciclismo come Louison Bobet, Rik Van Looy e Jacques Anquetil indossarono abbigliamento Castelli. 
Nel 1948 nacque Maurizio, figlio di Armando, che fin da piccolo fu catturato dall’abbigliamento sportivo, imparando il mestiere dal padre. I due non andarono a lungo d'accordo; i modi tradizionalisti del padre si scontrarono con la creatività del figlio, così Maurizio nel 1974 diede vita alla propria azienda che chiamò Castelli e scegliendo come emblema uno scorpione.

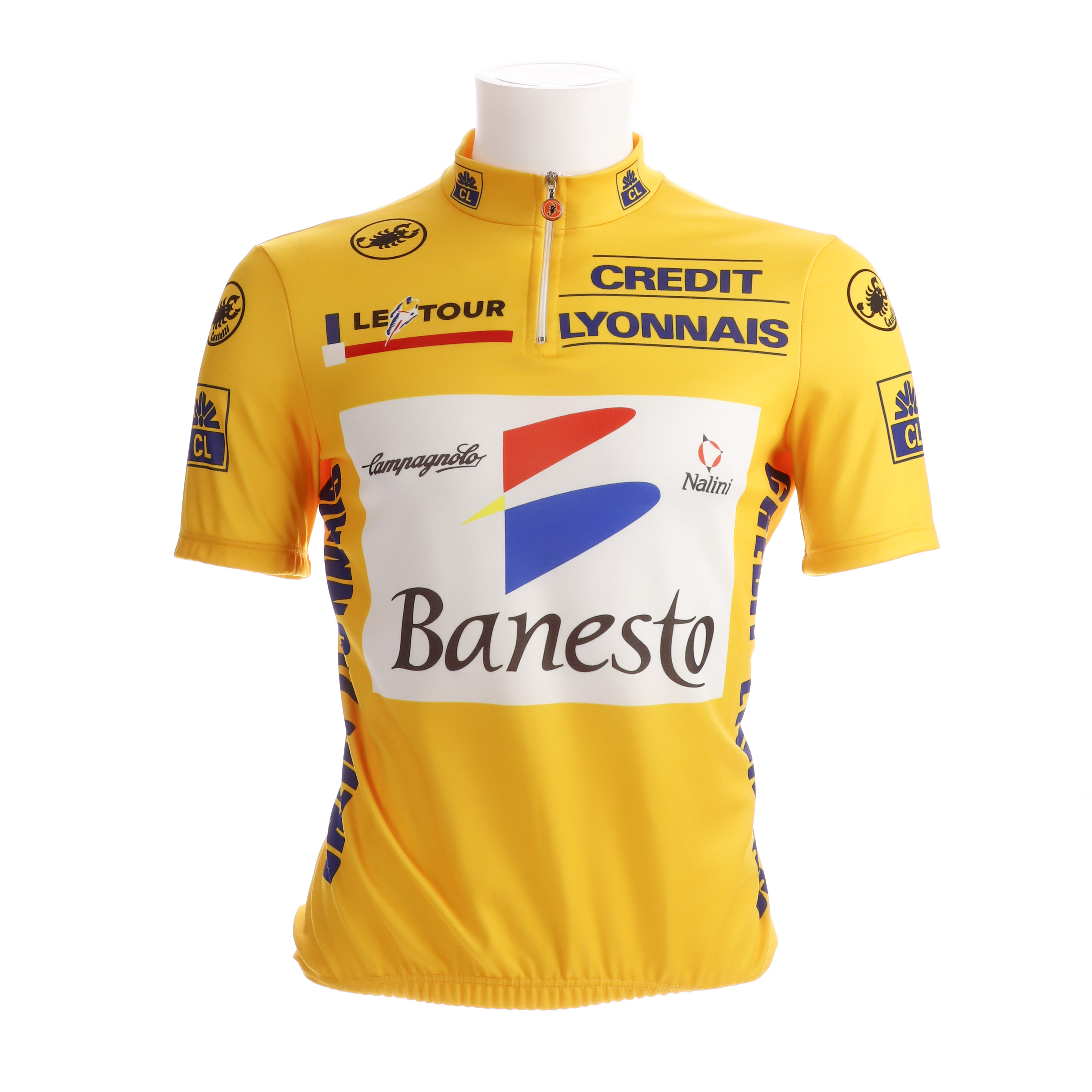
Maglia gialla Castelli per il Tour de France 1991 indossata da Miguel Indurain

Nel 1977 ebbe l’intuizione di introdurre la Lycra, un rivoluzionario materiale elastico a quel tempo usato solo dagli sciatori, anche per i calzoncini da ciclismo. Ispirato dal successo del calzoncino di Lycra, Maurizio continuò ad applicare le sue competenze nel ciclismo. Campioni come Eddy Merckx, Bernard Hinault, Francesco Moser, Giuseppe Saronni, Ercole Baldini e Silvio Martinello scelsero l'abbigliamento Castelli per le loro gare. Maurizio fu pioniere della tintura sublimatica che permetteva di avere colori, loghi e grafiche su un tessuto tecnico. Il 9 novembre 1979, Castelli viene premiato con il Discobolo d’oro, prestigioso premio del Corriere dello Sport - Stadio.
Nel 1981, Maurizio vestì i propri ciclisti con calzoncini di Lycra turchese, quando al tempo erano permessi solo calzoncini di colore nero, così i corridori si presentarono alla linea di partenza creando una inaspettata esplosione di colore ma dovettero togliersi i calzoncini.
Nel 1995 Maurizio Castelli morì improvvisamente all’età di 47 anni a causa di un attacco cardiaco in bicicletta sulla Cipressa.
Nel 1996 ai Giochi Olimpici di Atlanta fu Castelli a vestire Paola Pezzo, vincitrice della medaglia d’oro nella mountain bike. Castelli fu il primo marchio a intraprendere la strada per una collezione interamente da donna per il ciclismo. Nel 1997 Castelli rivoluziona il fondello da ciclismo dando vita a Progetto Y.
Il 1999 segnò il ritorno di Castelli al ciclismo professionistico con il team spagnolo ONCE-Deutsche Bank. Nel decennio seguente corridori come Laurent Jalabert, Carlos Sastre e Andrea Peron vestirono Castelli, così come molte squadre importanti come Brescialat, Roslotto, Refin Ceramiche, CSC Tiscali e Saunier Duval. 
Nel 2003 Giordano Cremonese, presidente della Manifattura Valcismon Spa (già proprietario del marchio Sportful), decise di acquistare la Castelli e di trasferirla da Rosate a Fonzaso.
Nel 2009 Castelli entrò a far parte dei marchi fornitori del Cervélo TestTeam di cui facevano parte, tra gli altri, Carlos Sastre, Thor Hushovd e Heinrich Haussler. Nel 2017 Castelli diventa uno sponsor ufficiale del Team Sky, trasformatosi poi nel 2019 in Team Ineos.
Dal 2018 Castelli è partner ufficiale del Giro d'Italia.

## Sponsorizzazioni

### Squadre
- Quick-Step Alpha Vinyl Team (2022-)
- Ceratizit-WNT Pro Cycling Team (2022-)
- Team Ineos

### Atleti
- Nathan Peter Haas (2022-)

### Triathlon
- Timothy O'Donnell
- Frederik Van Lierde
- Patrick Lange
- Laura Philipp